# Pts.OF.Athrty
«Pts.OF.Athrty» — сингл американського рок-гурту Linkin Park, ремікс на пісню «Points of Authority», випущений 20 березня 2002 року; другий трек із їх ремікс-альбому Reanimation.

## Музичне відео
Відео нагадує комп'ютерну гру. Дія розгортається в далекому майбутньому на невідомій планеті. Йде війна двох цивілізацій. Учасники гурту (а точніше їх «голови») очолюють командний центр оборонців. Після тривалих важких боїв, на стороні тих, що обороняються виступає вища сила, яка знищує ворога і являє погляду глядача приховане секретне місто.
Режисер: Джо Хан

## Список композицій
Всі треки написані Linkin Park.
Pts.OF.Athrty
| #  | Назва                                                  | Тривалість |
| -- | ------------------------------------------------------ | ---------- |
| 1. | «Pts.OF.Athrty» (Jay Gordon)                           | 3:36       |
| 2. | «Buy Myself» (Marilyn Manson Remix)                    | 4:26       |
| 3. | «H! Vltg3» (Evidence feat. Pharoahe Monch and DJ Babu) | 3:32       |

H! Vltg3/Pts.OF.Athrty
| #  | Назва                                                  | Тривалість |
| -- | ------------------------------------------------------ | ---------- |
| 1. | «H! Vltg3» (Evidence feat. Pharoahe Monch and DJ Babu) | 3:30       |
| 2. | «Pts.OF.Athrty» (Jay Gordon)                           | 3:36       |
| 3. | «Buy Myself» (Marilyn Manson Remix)                    | 4:26       |